# Daytime Emmy Awards 2006
La cerimonia della 33ª edizione dei Daytime Emmy Awards (33rd Daytime Emmy Awards) si è tenuta al Kodak Theatre il 28 aprile 2006 e ha premiato i migliori programmi e personaggi televisivi del 2005.
I relativi Creative Arts Emmy Awards sono stati consegnati il 22 aprile.

## Daytime Emmy Awards

### Migliore serie drammatica
- General Hospital
- Così gira il mondo
- Febbre d'amore
- Sentieri

### Migliore attore in una serie drammatica
- Anthony Geary (Luke Spencer) – General Hospital
- Maurice Benard (Sonny Corinthos) – General Hospital
- Thorsten Kaye (Zach Slater) – La valle dei pini
- Robert Newman (Joshua Lewis) – Sentieri
- Ron Raines (Alan Spaulding) – Sentieri

### Migliore attrice in una serie drammatica
- Kim Zimmer (Reva Shayne) – Sentieri
- Bobbie Eakes (Krystal Carey Chandler) – La valle dei pini
- Beth Ehlers (Harley Cooper) – Sentieri
- Susan Flannery (Stephanie Forrester) – Beautiful
- Kelly Monaco (Sam McCall) – General Hospital

### Migliore attore non protagonista in una serie drammatica
- Jordan Clarke (Billy Lewis II) – Sentieri
- Tyler Christopher (Nikolas Cassadine) – General Hospital
- Trent Dawson (Henry Coleman) – Così gira il mondo
- Grayson McCouch (Dusty Donovan) – Così gira il mondo
- Greg Rikaart (Kevin Fisher) – Febbre d'amore

### Migliore attrice non protagonista in una serie drammatica
- Gina Tognoni (Dinah Marler) – Sentieri
- Tracey E. Bregman (Lauren Fenmore) – Febbre d'amore
- Crystal Chappell (Olivia Spencer) – Sentieri
- Jennifer Ferrin (Jennifer Munson) – Così gira il mondo
- Renee Elise Goldsberry (Evangeline Williamson) – Una vita da vivere

### Migliore attore giovane in una serie drammatica
- Tom Pelphrey (Jonathan Randall) – Sentieri
- Scott Clifton (Dillon Quartermaine) – General Hospital
- Michael Graziadei (Daniel Romalotti) – Febbre d'amore
- Bryton McClure (Devon Hamilton) – Febbre d'amore
- Jesse Soffer (Will Munson) – Così gira il mondo

### Migliore attrice giovane in una serie drammatica
- Jennifer Landon (Gwen Munson) – Così gira il mondo
- Mandy Bruno (Marina Cooper) – Sentieri
- Camryn Grimes (Cassie Newman) – Febbre d'amore
- Christel Khalil (Lily Winters) – Febbre d'amore
- Leven Rambin (Lily Montgomery) – La valle dei pini

### Migliore team di sceneggiatori di una serie drammatica
- Febbre d'amore
- Beautiful
- Così gira il mondo
- Una vita da vivere

### Migliore team di registi di una serie drammatica
- General Hospital
- Beautiful
- Febbre d'amore
- Il tempo della nostra vita